# 1168

## Догађаји
- Википедија:Непознат датум — Дански краљ Валдемар осваја острво Рујан(Риген) и разара словенски храм посвећен Световиду на Аркони.
- Википедија:Непознат датум — Битка код Билбаија
- Википедија:Непознат датум — Битка код Пантина се одиграла у јесен 1168. године између Стефана Немање и његовог брата Тихомира. Након ове битке, Стефан Немања је постао законити владар Српске државе.

- Лето – Краљ Амалрик I од Јерусалима и византијски цар Манојло I Комнин преговарају о савезу против фатимидског Египта. Надбискуп Вилијам од Тира је међу амбасадорима послатим у Цариград да финализују споразум.
- Јесен – Вилијам IV, гроф од Невера, стиже у Палестину са контингентом елитних витезова. У Јерусалиму присуствује саветовању са Амалриком и другим племићима како би се одлучило о експедицији у Египат.
- 20. октобар – Амалрик I поново напада Египат из Аскалона, пљачкајући Билбеис и претећи Каиру. У новембру, крсташка флота плови уз Нил и стиже до језера Манзала, пљачкајући град Танис.
- Нур ал-Дин, зангидски владар (атабег) Алепа, шаље експедицију под командом генерала Ширкуха у Египат на захтев фатимидског калифа Ал-Адида. Нуди му трећину земље и феуде за своје генерале.
- 22. децембар – У страху да ће египатску престоницу Фустат (данашњи Стари Каиро) заузети крсташке снаге, њен фатимидски везир, Шавар, наређује да се град запали. Престоница гори 54 дана.
- 27. март – Патрик од Солсберија, анжујски гувернер Поатуа, убијен је у заседи код Поатјеа од стране француских снага под командом Гија од Лузињана. Он је пратио краљицу Елеонору од Аквитаније на путовању близу границе Аквитаније. Патриков нећак, Вилијам Маршал, био је део краљевске пратње и заробљен је. Касније је откупљен и постао је члан Елеонориног домаћинства.
- Дански краљ Валдемар I („Велики“) осваја вендску престоницу Аркону на острву Риген (данашња Немачка). Венди примају хришћанство и подвргнути су данском врховном положају.
- Хенрик Лав, војвода од Саксоније, жени се дванаестогодишњом Матилдом, ћерком краља Хенрија II од Енглеске.
- Новорођена Римска комуна осваја и уништава суседни ривалски град Албано (данашња Италија).
- Стивен ди Перш, сицилијански канцелар, оптужен је за заверу да преузме престо и приморан је да побегне.
- Стефан Немања је подигао манстир Ђурђеви Ступови.
- 9. април – Јапанског цара Рокуџоа свргао је његов деда, пензионисани цар Го-Ширакава, након 8-месечне владавине. Наследио га је његов 6-годишњи ујак, Такакура, као 80. цар.
- Округ Јуанћу (такође познат као округ Вантинг) у Кини уништен је поплавом Жуте реке.

## Смрти
- Борић

- Јудита од Бабенберга

- Тихомир Завидовић